# Heike Makatsch
Heike Makatsch (Düsseldorf, 13 agosto 1971) è un'attrice tedesca.

## Biografia
Ha iniziato la sua carriera televisiva nel 1993 sul canale musicale VIVA. Al cinema ha lavorato sia in lingua inglese che in quella tedesca. Ha vinto il premio Bambi nel 1996 e nel 2003.

### Vita privata
Sul set del film Obsession nel 1997 ha conosciuto l'attore Daniel Craig con cui è stata legata fino al 2005. Dal 2005 è legata a Max Martin Schröder, componente del gruppo indie rock tedesco Tomte, da cui ha avuto due figli.

## Filmografia
Questa lista è suscettibile di variazioni e potrebbe essere incompleta o non aggiornata.

- Obsession, regia di Peter Sehr (1997)
- Aimée & Jaguar, regia di Max Färberböck (1999)
- Gripsholm, regia di Xavier Koller (2000)
- Nackt, regia di Doris Dörrie (2002)
- Resident Evil, regia di Paul W. S. Anderson (2002)
- Anatomy 2 (Anatomie 2), regia di Stefan Ruzowitzky (2003)
- Love Actually - L'amore davvero (Love Actually), regia di Richard Curtis (2003)
- Il risveglio del tuono (A Sound of Thunder), regia di Peter Hyams (2005)
- Ritorno a Tara Road (Tara Road), regia di Gillies MacKinnon (2005)
- Uibù - Fantasmino fifone (Hui Buh), regia di Sebastian Niemann (2007)
- Hilde, regia di Kai Wessel (2009)
- Le avventure di Huckleberry Finn (Die Abenteuer des Huck Finn), regia di Hermine Huntgeburth (2012)
- Storia di una ladra di libri (The Book Thief), regia di Brian Percival (2013)

## Doppiatrici italiane
- Laura Boccanera in Love Actually - L'amore davvero
- Claudia Catani in Uibù - Fantasmino fifone